# Eumerus tuberculatus
Eumerus tuberculatus là một loài ruồi trong họ Ruồi giả ong (Syrphidae). Loài này được Rondani mô tả khoa học đầu tiên năm 1857. Eumerus tuberculatus phân bố ở miền Tân bắc